# 计分板 (处理器)
计分板（英語：Scoreboarding）是CDC 6600计算机中的流水线处理器所用到的一种技术，该方法主要将顺序执行的汇编语言代码进行动态调度，从而实现高效、无误的乱序执行。计分板机制会记录、分析不同指令之间的数据相关性。只有当一条指令与之前已发射（issue）的指令之间的冲突消失之后，这条指令才会被发射、执行。如果某条指令由于数据冲突而停顿，计分板会监视正在执行的指令流，在所有数据相关性造成的冲突化解之后通知停顿的指令开始执行。